# Episodi di Tutti pazzi per Re Julien (quarta stagione)
La quarta stagione della serie animata Tutti pazzi per Re Julien negli USA è stata trasmessa il 11 novembre 2016 su Netflix.
In Italia invece è stata trasmessa su DeaKids a partire dall'11 marzo 2017.In chiaro è stata trasmessa su Super! in prima visione nel  2017
| Nº (assoluto) | Nº (stagione) | Titolo originale              | Titolo italiano                | Prima TV USA     | Prima TV Italia |
| ------------- | ------------- | ----------------------------- | ------------------------------ | ---------------- | --------------- |
| 40            | 1             | The All Hail King Julien Show | Tutti pazzi per Re Julien Show | 11 novembre 2016 | 11 marzo 2017   |
| 41            | 2             | The Neverending Clover        | Il romanzo di Clover           | 11 novembre 2016 | 12 marzo 2017   |
| 42            | 3             | Who Arted?                    | Il grande artista Mortino      | 11 novembre 2016 | 18 marzo 2017   |
| 43            | 4             | That Sinking Feeling          | L'arca di Re Julien            | 11 novembre 2016 | 19 marzo 2017   |
| 44            | 5             | The Jungle Rooster            | Il gallo della giungla         | 11 novembre 2016 | 25 marzo 2017   |
| 45            | 6             | The Good Book                 | Il Libro delle Buone Maniere   | 11 novembre 2016 | 26 marzo 2017   |
| 46            | 7             | The King and Mrs. Mort        | Il Re e la Signora Mortino     | 11 novembre 2016 | 1 aprile 2017   |
| 47            | 8             | King Julien Superstar!        | La nuova band                  | 11 novembre 2016 | 2 aprile 2017   |
| 48            | 9             | The Panchurian Candidate      | Il Programma Poggiapiedi       | 11 novembre 2016 | 8 aprile 2017   |
| 49            | 10            | The Wrath of Morticus Khan    | La furia di Morticus Khan      | 11 novembre 2016 | 9 aprile 2017   |
| 50            | 11            | Koto, Plain and Tall          | Koto, il fratello scomparso    | 11 novembre 2016 | 15 aprile 2017  |
| 51            | 12            | I, Maurice                    | La vera storia di Maurice      | 11 novembre 2016 | 16 aprile 2017  |
| 52            | 13            | Un-King Me                    | Il re spodestato               | 11 novembre 2016 | 22 aprile 2017  |

## Tutti pazzi per Re Julien Show
Re Julien inventa la Julien-visione, una piattaforma che permette di decidere cosa guardare semplicemente girando una manopola. Ma i guai  non mancheranno.

## Il romanzo di Clover
Clover perde la memoria e ricorda solo i personaggi del romanzo che sta scrivendo; tutto il regno inizia a recitare secondo il suo copione.

## Il grande artista Mortino
Re Julien è geloso del talendo pittorico di Mortino, così emana una legge che bandisce per sempre qualsiasi forma d'arte.

## L'arca di Re Julien
Re Julien, convinto da Masikura che il Madagascar sta affondando, decide di costruire un'arca per salvare la sua gente.

## Il gallo della giungla
Karl sta dando la caccia a un gallo che si aggira nel regno di Re Julien e non permette a nessuno di dormire perché continua ad urlare.

## Il Libro delle Buone Maniere
Re Julien vuole organizzare un ballo delle debuttanti e prende spunto da un libro sulle buone maniere.

## Il Re e la Signora Mortino
Un giudice deve decretare il miglior regno del Madagascar. Al suo arrivo Re Julien si allarma e viene sostituito da Mortino.

## La nuova band
Re Julien, Clover, Maurice e Mortino formano una band, ma i continui litigi fanno scogliere il gruppo.

## Il Programma Poggiapiedi
Re Julien trova una vecchia cassetta musicale e la usa per allietare le feste della sua gente, ma non si tratta di una normale cassetta...

## La furia di Morticus Khan
Mortino per sbaglio aziona una macchina che crea un varco dimensionale capace di mettere in comunicazione diversi universi.

## Koto, il fratello scomparso
Julien accidentalmente salva la vita a Koto, un lemure di montagna, che si rivela essere una grande minaccia per il Regno.

## La vera storia di Maurice
Si scopre che Maurice non è affatto un lemure, bensì un aye-aye. Maurice vuole saperne di più e parte alla ricerca delle sue origini.

## Il re spodestato
Il Regno di Re Julien è minacciato da Koto. Il suo esercito sta infatti pian piano conquistando l'intera isola del Madagascar.